# Aure de Montalais
 (novembre 2020).

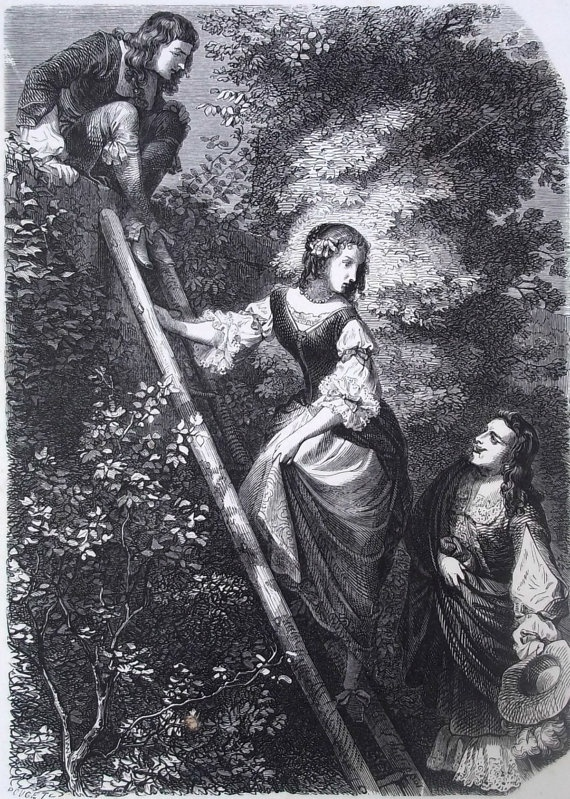
Aure de Montalais et Malicorne surpris par Saint-Aignan. Illustration ornant une édition du roman d'Alexandre Dumas, Le Vicomte de Bragelonne, Paris, 1852.

Aure de Montalais, dame Chambellay, est une aristocrate française du XVIIe siècle. Elle apparait en tant que jeune fille comme personnage secondaire dans le roman Le Vicomte de Bragelonne d'Alexandre Dumas.
Elle aurait été récipiendaire des lettres du comte de Guiche à Madame qu'elle aurait transmis à son amant de l'époque, un dénommé Malicorne.

## Biographie
Elle est une descendante de la famille de Montalais. Elle est la  fille de Pierre de Montalais et de Renée Le Clerc de Sautré ; sa sœur est Françoise de Montalais.